# اختلاس ۱۲۳ میلیارد تومانی
اختلاس ۱۲۳ میلیارد تومانی یک فساد مالی بود که توسط فاضل خداداد و با تبانی با کارمندان بانک صادرات ایران در سال ۱۳۷۴ روی داد. فاضل خداداد در نهایت به اتهام فساد مالی و تخلف اقتصادی به اعدام محکوم شد. وی تا شهریور ۱۳۹۰ رکورددار اختلاس در ایران بوده و پس‌از او مه‌آفرید امیرخسروی بود که با اختلاس ۳۰۰۰ میلیارد تومانی خود، متهم بزرگ‌ترین اختلاس مالی در ایران شد و تا مدتها این عنوان را یدک می‌کشید. فاضل خداداد با شروع جنگ ایران و عراق در مهرماه ۱۳۵۹ از ایران خارج شد. پس از پایان جنگ در شهریورماه سال ۶۷ فاضل خداداد به ایران بازمی‌گردد و با معرفی مرتضی رفیق‌دوست که آن زمان رئیس کمیته انقلاب اسلامی سعدآباد بود به یکی از شعب بانک صادرات معروف به شعبه ۲۰۷ در باغ فردوس (تجریش) مراجعه می‌کند و یک حساب جاری به باز می‌کنند.
در بهمن ۱۳۷۱ رئیس اداره کل بانک صادرات ایران متوجه اختلاس می‌شود. در این هنگام فاضل خداداد در پاریس بوده که با مدیریت بانک به ایران بر می‌گردد و بعد از برگشت فاضل خداداد، از محل وجوهی که اختلاس شده بود، جمعاً ۴۴میلیاردو۲۰۰میلیون ریال ظرف حدود یک ماه وصول می‌شود. وی از بهمن ۷۱ تا مرداد یا شهریور ۷۲ تحت مراقبت بود. اما او نهایتاً در این زمان می‌تواند از کشور فرار کند. وی حدود ۸۰۰۳۰۰۰ دلار پول از کشور خارج کرده بود که هیچگاه به کشور برنگشت. اما دوباره با وعده بخشش از سوی محسن رفیقدوست و ولی‌الله سیف در شهریورماه ۷۳ به ایران بازمی‌گردد تا باقی‌مانده بدهی خود را به بانک پرداخت کند. وی در روز ۹ بهمن ۱۳۷۳ بازداشت دوباره شد و پس از چندین جلسه دادگاه در آذرماه سال ۱۳۷۴ اعدام گردید. در این هنگام فاضل خداداد در پاریس بوده که با تماس ولی‌الله سیف به عنوان مدیریت بانک به ایران بر می‌گردد
ریاست دادگاه پرونده اختلاس بانک صادرات بر عهده غلامحسین محسنی اژه‌ای بود. وی فاضل خداداد را مفسد فی‌الارض شناخته و به اعدام محکوم کرد و مرتضی رفیق‌دوست برادر محسن رفیقدوست دیگر متهم پرونده را به حبس ابد محکوم کرد، اما وی در سال ۱۳۸۲ از زندان آزاد شد. به گفتهٔ برخی مرتضی رفیق‌دوست در دوران زندان مأمور خرید زندان اوین می‌شود و می‌توانسته بیرون بیاید و پس از مدتی عفو و آزاد می‌شود.

## اظهارات محسن رفیقدوست
محسن رفیقدوست برادر وی در این رابطه می‌گوید: «اتفاقاً همان موقع رفتند، دیدند ایشان نه‌تنها مسئول خرید زندان نبود، بلکه مسئول جمع‌آوری نان خشک در زندان بود.» … «من این جمع‌آوری نان خشک در زندان را از زبان خودش نشنیدم. دو تا از نمایندگان مخالف من که برای بازدید زندان رفته بودند، بعد آمدند نزد من برای عذرخواهی. گفتند رفتیم ببینیم آیا اخوی شما مسئول خرید زندان است؟ اما دیدیم گونی نان خشک روی دوش ایشان است و از این طرف به آن طرف می‌برد. تقریباً از او بیگاری می‌کشیدند. برادرم در آشپزخانه زندان کار می‌کرد.».
محسن رفیقدوست، برادر متهم رده دوم، در جریان مصاحبه‌ای، در مورد ماجرای مشهور به اختلاس ۱۲۳ میلیاردی گفته‌است:
«آن شخص (خداداد) برای گردش آن پول در مدت ۱۰ ماه که کلا ۱۲۳ میلیارد تومان گردش حساب بوده‌است، حدود ۲ تا ۳ درصد از این گردش حساب از حساب برادر من استفاده می‌کرده‌است و بقیه را از حساب خودش یعنی حدود ۲ تا ۳ درصد را از برادر من چک می‌گیرد و چک می‌دهد تا بعد خودش حساب باز می‌کند.» … «وقتی فاضل دستگیر شد حدود ۳میلیارد تومان به بانک بدهکار بود و برادر من هیچ بدهی به بانک نداشت و قبلاً تسویه کرده بود.»

وی در مورد دادگاه برادرش توضیح می‌دهد «وقتی به دادگاه رفتم و از من پرسیدند، گفتم ایشان چون برادر من است باید بیشتر مجازات شود.»